# Sabetha (Kansas)
Sabetha é uma cidade localizada no estado americano de Kansas, no Condado de Brown e Condado de Nemaha.

## Demografia
Segundo o censo americano de 2000, a sua população era de 2589 habitantes.
Em 2006, foi estimada uma população de 2519, um decréscimo de 70 (-2.7%).

## Geografia
De acordo com o United States Census Bureau tem uma área de
8,4 km², dos quais 8,4 km² cobertos por terra e 0,0 km² cobertos por água. Sabetha localiza-se a aproximadamente 415 m acima do nível do mar.

## Localidades na vizinhança
O diagrama seguinte representa as localidades num raio de 16 km ao redor de Sabetha.